# Juan Fernando Quintero
Pour les articles homonymes, voir Quintero.
Juan Fernando Quintero, parfois surnommé Quinterito, né le 18 janvier 1993 à Medellín (Colombie), est un footballeur international colombien évoluant au poste de milieu offensif à River Plate.
Vainqueur de la Copa Libertadores 2018 avec River Plate, il a inscrit le but de la victoire en finale contre Boca Juniors et est considéré comme une légende du club Millonario.
Il est international colombien et il a participé aux Coupes du monde 2014 et 2018.

## Biographie

### Parcours en club
Né à Medellín en Colombie, Juan Fernando Quintero est formé par l'Envigado FC, où il entame sa carrière professionnelle à 17 ans. Il rejoint ensuite un autre club colombien en 2011, l'Atlético Nacional.

#### Passage compliqué en Europe
Il rejoint Pescara, promu en Serie A pour la saison 2012-2013 afin de remplacer Marco Verratti parti au PSG. Il réalise une bonne saison mais ne parvient pas à sauver le club de la relégation.
Il rejoint le FC Porto pendant le mercato d'été 2013 pour 5 millions d'euros. Lors de sa première saison il est principalement remplaçant et parvient à inscrire quatre buts.
Le 31 août 2015, il est prêté par le FC Porto au Stade rennais. Arrivé à court de condition, il joue son premier match officiel le 3 octobre 2015 avec la réserve rennaise à Pontivy face à la GSI en CFA 2. Quintero fait ses débuts en Ligue 1 lors de la 10e journée, le 18 octobre 2015, lors d'un match face à l'OGC Nice au Roazhon Park : entré en jeu à la 72e minute, il adresse une passe décisive à Kamil Grosicki en fin de match. Il marque son premier but en Ligue 1 le 11 décembre 2015 contre le SM Caen. Hors de forme et critiqué pour son manque d'investissement, le 19 avril 2016, son prêt au Stade rennais prend fin de façon anticipée. Quintero retourne alors au FC Porto.
Très peu utilisé à Porto et non convaincant lors de son prêt en Bretagne, il est malgré tout prolongé jusqu'en 2021 en janvier 2016 par le club portugais, avec une clause clause libératoire portée à 40 millions d'euros.

#### Retour en Amérique du Sud et succès
En septembre 2016, il est une nouvelle fois prêté par Porto. Cette fois il retourne au pays où il jouera à l'Independiente Medellin.
En janvier 2018, Quintero est prêté pour un an au club argentin de River Plate. Le 2 octobre 2018, il inscrit son premier but en Copa Libertadores lors d'une victoire 3-1 contre Independiente au Monumental, qualifiant River Plate en demi-finales. Le 9 décembre, il remporte la Copa Libertadores 2018, battant en finale Boca Juniors. Il entre en seconde période et inscrit le but du 2-1 en prolongation et donne la passe décisive pour le 3-1.
À la suite de ses bonnes performances en club et à la Coupe du Monde 2018, River Plate lève l'option d'achat de 3,25 millions d'euros. Le 10 février 2019, il est auteur d'un coup franc incroyable face au Racing Club . Ce but est classé dans les trois meilleurs buts de l'année lors du Prix Puskas 2019.
Le 17 mars 2019, il est victime d'une rupture des ligaments croisés lors d'une victoire face à Independiente, ce qu'il lui fera manquer la Copa América 2019 avec la Colombie.
Il signe le 14 janvier 2023 avec les Tiburones du Junior de Barranquilla à la surprise générale, il fait ainsi son retour dans le championnat colombien. En raison de blessures et de divergences avec l'entraîneur Hernán Darío Gómez, il ne répond pas aux attentes de l'équipe face à l'effort financier très important fait pour le faire venir. Il réalise un bref passage, ne jouant que sept matchs, et inscrivant un but en 630 minutes avec l'équipe de Barranquilla.
Le 30 juillet 2023, il retourne en Argentine et s'engage avec le Racing Club sous les ordres de Fernando Gago.

### En sélection nationale
Avec les moins de 20 ans, il participe à la Coupe du monde des moins de 20 ans en 2013. Lors du mondial junior organisé en Turquie, il joue quatre matchs. Il marque un but contre le pays organisateur, où il officie comme capitaine. Il marque ensuite de nouveau contre le Salvador (en), délivrant également une passe décisive à cette occasion. La Colombie s'incline en huitièmes de finale contre la Corée du Sud, après une séance de tirs au but, et ceci malgré un troisième but de Quintero.
Il reçoit sa première sélection en équipe de Colombie A le 16 octobre 2012, lors d'un match amical face au Cameroun, disputé à l'Estadio Metropolitano Roberto Meléndez de Barranquilla (victoire des Cafeteros sur le score de 3 buts à 0).

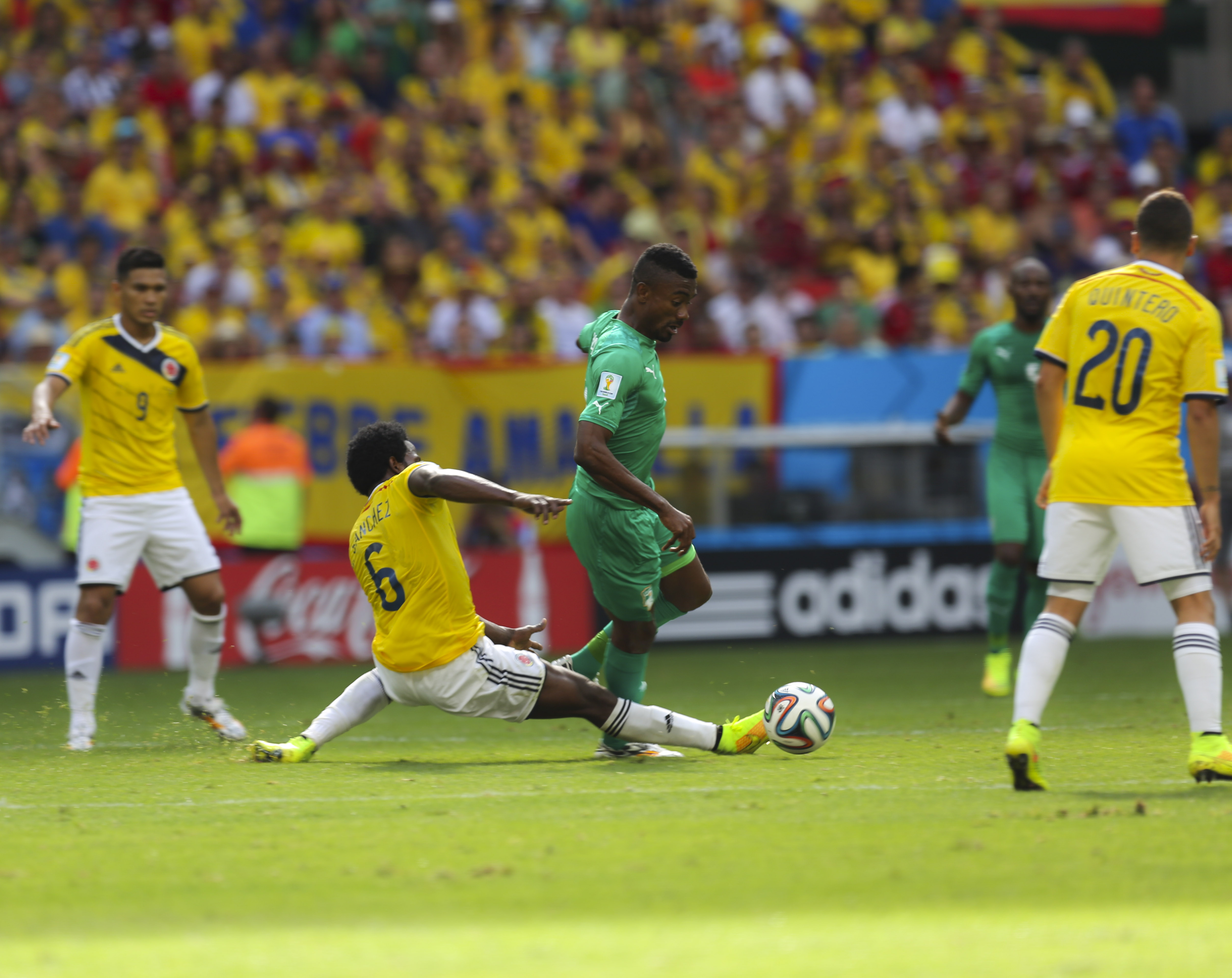
Quintero (n°20) de dos avec la Colombie au Mondial 2014

Sélectionné pour la Coupe du monde 2014 (second joueur plus jeune de la liste), il joue trois matchs et marque son premier but international avec l'équipe de Colombie le 19 juin 2014, face à la Côte d'Ivoire (victoire 2-1),. La Colombie est éliminé par le Brésil en quarts de finale.
N'ayant plus joué en sélection depuis mars 2015, il est relancé par le sélectionneur José Pékerman en mars 2018 à la suite de ses bonnes performances avec l'Independiente Medellin et River Plate. Le 23 mars 2018, lors d'un match amical face à la France, un tacle de Samuel Umtiti sur José Izquierdo occasionne un penalty, que Quintero transforme à la quatre-vingt-cinquième minute, donnant ainsi la victoire à son équipe, 3 buts à 2 au Stade de France. 
Il fait partie des 23 colombiens qui disputent la Coupe du monde 2018. L'équipe est éliminée en huitièmes de finale par l'Angleterre après une séance de tirs au but. Quintero termine avec un but et deux passes décisives. À l'issue de la Coupe du monde 2018, son coup franc sous le mur lors du match Colombie - Japon, est élu par la FIFA, deuxième meilleur but du tournoi,, après la reprise de volée de Benjamin Pavard.

## Style de jeu
Véritable n°10 et de petite taille, Quintero rayonne lorsque l'équipe est construite autour de lui selon ses entraîneurs en clubs. Efficace dans le rôle de meneur de jeu axial qui évolue proche de du numéro neuf, libre et dégagé des tâches défensives qui lui permet de mettre en avant sa vision du jeu. Selon Juan Fernando Quintero :  "Mon rôle (dans l'équipe) c'est de donner des ballons aux attaquants et faire jouer tous mes coéquipiers".
Il possède un bon pied gauche avec une super frappe de balle et une capacité à inscrire de beaux coups francs,.
Souvent hors de forme et en surpoids, il court et défend peu ce qui fait qu'il ne s'est pas adapté aux exigences du football européen,.

## Statistiques

### Statistiques détaillées
| Saison                | Club                          | Championnat           | Championnat | Championnat | Coupe(s) nationale(s) | Coupe(s) nationale(s) | Compétition(s) continentale(s) | Compétition(s) continentale(s) | Compétition(s) continentale(s) | Séries | Séries | Coupe du mondedes clubs | Coupe du mondedes clubs | Colombie | Colombie | Total | Total |
| Saison                | Club                          | Division              | M.          | B.          | M.                    | B.                    | Comp.                          | M.                             | B.                             | M.     | B.     | M.                      | B.                      | M.       | B.       | M.    | B.    |
| 2009                  | Envigado FC                   | Clo.                  | 11          | 1           | -                     | -                     | -                              | -                              | -                              | -      | -      | -                       | -                       | -        | -        | 11    | 1     |
| 2010                  | Envigado FC                   | Ouv.+Clo.             | 4+14        | 0+3         | -                     | -                     | -                              | -                              | -                              | -      | -      | -                       | -                       | -        | -        | 18    | 3     |
| 2011                  | Envigado FC                   | Clo.                  | 13          | 1           | 2                     | 0                     | -                              | -                              | -                              | 1      | 0      | -                       | -                       | -        | -        | 16    | 1     |
| Sous-total            | Sous-total                    | Sous-total            | 42          | 5           | 2                     | 0                     | -                              | -                              | -                              | 1      | 0      | -                       | -                       | -        | -        | 45    | 5     |
| 2012                  | Atlético Nacional             | Ouv.                  | 15          | 2           | 6                     | 2                     | CL                             | 7                              | 0                              | -      | -      | -                       | -                       | 1        | 0        | 29    | 4     |
| Sous-total            | Sous-total                    | Sous-total            | 15          | 2           | 6                     | 2                     | -                              | 7                              | 0                              | -      | -      | -                       | -                       | 1        | 0        | 29    | 4     |
| 2013-2014             | FC Porto                      | Primeira Liga         | 22          | 4           | 7                     | 0                     | C1+C3                          | 3+3                            | 0                              | -      | -      | -                       | -                       | 6        | 1        | 41    | 5     |
| 2014-2015             | FC Porto                      | Primeira Liga         | 20          | 2           | 5                     | 1                     | C1                             | 5                              | 0                              | -      | -      | -                       | -                       | 6        | 0        | 36    | 3     |
| Sous-total            | Sous-total                    | Sous-total            | 42          | 6           | 12                    | 1                     | -                              | 11                             | 0                              | -      | -      | -                       | -                       | 12       | 1        | 77    | 8     |
| 2015-2016             | Stade rennais FC (prêt)       | Ligue 1               | 12          | 1           | 2                     | 0                     | -                              | 0                              | 0                              | -      | -      | -                       | -                       | -        | -        | 14    | 1     |
| Sous-total            | Sous-total                    | Sous-total            | 12          | 1           | 2                     | 0                     | -                              | -                              | -                              | -      | -      | -                       | -                       | -        | -        | 14    | 1     |
| 2017                  | Independiente Medellín (prêt) | Ouv.+Clo.             | 13+10       | 5+5         | 6                     | 1                     | -                              | 5                              | 2                              | 2      | 2      | -                       | -                       | -        | -        | 36    | 15    |
| Sous-total            | Sous-total                    | Sous-total            | 23          | 10          | 6                     | 1                     | -                              | 5                              | 2                              | 2      | 2      | -                       | -                       | -        | -        | 36    | 15    |
| 2017-2018             | River Plate (prêt)            | Primera División      | 13          | 1           | 1                     | 2                     | CL                             | 12                             | 2                              | -      | -      | -                       | -                       | 6        | 2        | 32    | 7     |
| 2018-2019             | River Plate                   | Primera División      | 16          | 6           | 2                     | 0                     | CL                             | 2                              | 0                              | -      | -      | 2                       | 0                       | 4        | 1        | 26    | 7     |
| 2019-2020             | River Plate                   | Primera División      | 12          | 1           | -                     | -                     | CL                             | 1                              | 0                              | -      | -      | -                       | -                       | -        | -        | 13    | 1     |
| 2022                  | River Plate                   | Primera División      | 19          | 1           | 13                    | 6                     | CL                             | 4                              | 0                              | -      | -      | -                       | -                       | 2        | 0        | 38    | 7     |
| Sous-total            | Sous-total                    | Sous-total            | 60          | 10          | 16                    | 8                     | -                              | 19                             | 2                              | -      | -      | 2                       | 0                       | 12       | 3        | 109   | 23    |
| 2021                  | Shenzhen FC                   | CSL                   | 19          | 1           | -                     | -                     | -                              | -                              | -                              | -      | -      | -                       | -                       | 7        | 0        | 26    | 1     |
| Sous-total            | Sous-total                    | Sous-total            | 21          | 1           | -                     | -                     | -                              | -                              | -                              | -      | -      | -                       | -                       | 7        | 0        | 28    | 1     |
| 2023                  | Junior Barranquilla           | Ouv.                  | 6           | 1           | -                     | -                     | CS                             | 1                              | 0                              | -      | -      | -                       | -                       | -        | -        | 7     | 1     |
| Sous-total            | Sous-total                    | Sous-total            | 6           | 1           | -                     | -                     | -                              | 1                              | 0                              | -      | -      | -                       | -                       | -        | -        | 7     | 1     |
| 2023                  | Racing Club                   | Primera División      | -           | -           | 14                    | 5                     | CL                             | 2                              | 0                              | -      | -      | -                       | -                       | 1        | 0        | 17    | 5     |
| 2024                  | Racing Club                   | Primera División      | 2           | 1           | 14                    | 3                     | CS                             | 3                              | 0                              | -      | -      | -                       | -                       | 2        | 0        | 21    | 4     |
| Sous-total            | Sous-total                    | Sous-total            | 2           | 1           | 28                    | 8                     | -                              | 5                              | 0                              | -      | -      | -                       | -                       | 3        | 0        | 38    | 9     |
| Total sur la carrière | Total sur la carrière         | Total sur la carrière | 223         | 37          | 72                    | 20                    | -                              | 48                             | 4                              | 2      | 0      | 2                       | 0                       | 35       | 4        | 382   | 65    |

### En sélection nationale
| Saison                | Sélection             | Phases finales          | Phases finales | Phases finales | Phases finales | Éliminatoires CDM | Éliminatoires CDM | Éliminatoires CDM | Matchs amicaux | Matchs amicaux | Matchs amicaux | Total | Total | Total |
| Saison                | Sélection             | Compétition             | M              | B              | Pd             | M                 | B                 | Pd                | M              | B              | Pd             | M     | B     | Pd    |
| --------------------- | --------------------- | ----------------------- | -------------- | -------------- | -------------- | ----------------- | ----------------- | ----------------- | -------------- | -------------- | -------------- | ----- | ----- | ----- |
| 2011-2012             | Colombie              | -                       | -              | -              | -              | 0                 | 0                 | 0                 | -              | -              | -              | 0     | 0     | 0     |
| 2012-2013             | Colombie              | -                       | -              | -              | -              | -                 | -                 | -                 | 1              | 0              | 0              | 1     | 0     | 0     |
| 2013-2014             | Colombie              | Coupe du monde 2014     | 3              | 1              | 0              | 1                 | 0                 | 0                 | 2              | 0              | 0              | 6     | 1     | 0     |
| 2014-2015             | Colombie              | Copa América 2015       | -              | -              | -              | -                 | -                 | -                 | 6              | 0              | 2              | 6     | 0     | 2     |
| 2015-2016             | Colombie              | Copa América Centenario | -              | -              | -              | 0                 | 0                 | 0                 | -              | -              | -              | 0     | 0     | 0     |
| 2017-2018             | Colombie              | Coupe du monde 2018     | 4              | 1              | 2              | -                 | -                 | -                 | 2              | 1              | 0              | 6     | 2     | 2     |
| 2018-2019             | Colombie              | Copa América 2019       | -              | -              | -              | -                 | -                 | -                 | 4              | 0              | 1              | 4     | 0     | 1     |
| 2021-2022             | Colombie              | -                       | -              | -              | -              | 7                 | 0                 | 0                 | 1              | 1              | 0              | 8     | 1     | 0     |
| 2022-2023             | Colombie              | -                       | -              | -              | -              | -                 | -                 | -                 | 1              | 0              | 1              | 1     | 0     | 1     |
| 2023-2024             | Colombie              | Copa América 2024       | 3              | 0              | 0              | 1                 | 0                 | 0                 | 2              | 0              | 2              | 6     | 0     | 2     |
| Total sur la carrière | Total sur la carrière | Total sur la carrière   | 10             | 2              | 2              | 9                 | 0                 | 0                 | 19             | 2              | 6              | 38    | 4     | 8     |

### Buts internationaux
| 0   | Date            | Lieu                                            | Compétition                            | Résultat | Adversaire    | Détail | Détail             | Détail | Sél. |
| --- | --------------- | ----------------------------------------------- | -------------------------------------- | -------- | ------------- | ------ | ------------------ | ------ | ---- |
| 1er | 19 juin 2014    | Estádio Nacional, Brasilia, Brésil              | Premier tour de la Coupe du monde 2014 | V 2-1    | Côte d'Ivoire | 70e    | du pied gauche     | 2-0    | 5e   |
| 2e  | 23 mars 2018    | Stade de France, Saint-Denis, France            | Match amical                           | V 2-3    | France        | 85e    | s.p du pied gauche | 2-3    | 14e  |
| 3e  | 19 juin 2018    | Stade de Mordovie, Saransk, Russie              | Premier tour de la Coupe du monde 2018 | P 1-2    | Japon         | 39e    | c.f du pied gauche | 1-1    | 16e  |
| 4e  | 16 janvier 2022 | Drive Pink Stadium, Fort Lauderdale, États-Unis | Match amical                           | V 1-2    | Honduras      | 67e    | du pied droit      | 1-2    | 29e  |

## Palmarès

### En club
| Atlético Nacional - Coupe de Colombie - Vainqueur en 2012 (en) |  | FC Porto - Supercoupe du Portugal - Vainqueur en 2013 |  | River Plate - Supercoupe d'Argentine - Vainqueur en 2017 (en) - Copa Libertadores - Vainqueur en 2018 |

### En sélection
| Colombie -20 ans - Championnat d'Amérique du Sud des moins de 20 ans - Vainqueur en 2013 (en) |  | Colombie - Coupe du monde - Quart de finaliste en 2014 |

### Distinctions personnelles
- Meilleur joueur du Championnat d'Amérique du Sud des moins de 20 ans 2013 (en).
- Meilleur joueur des phases de poules de la Coupe du monde des moins de 20 ans 2013[42].
- Récompensé par la FIFA pour avoir inscrit le « plus beau but de la Coupe du monde des moins de 20 ans 2013 » lors du match Salvador - Colombie (0-3) en phase de poules[43].
- Meilleur joueur de la finale de la Copa Libertadores 2018 : 1 but (4 tirs), 1 passe décisive, 92% de passes réussies (47/51), 43 passes dans la moitié de terrain de l'adversaire, 4 ballons récupérés.
- Membre de l'« Équipe idéale d'Amérique » (publiée par le journal El País) en 2018[44].
- Deuxième meilleur joueur d'Amérique (selon un sondage réalisé par le journal El País auprès de 320 journalistes sportifs sud-américains), en 2018[45].
- Deuxième plus beau but de la Coupe du monde 2018.